# Tomáš Štítný ze Štítného

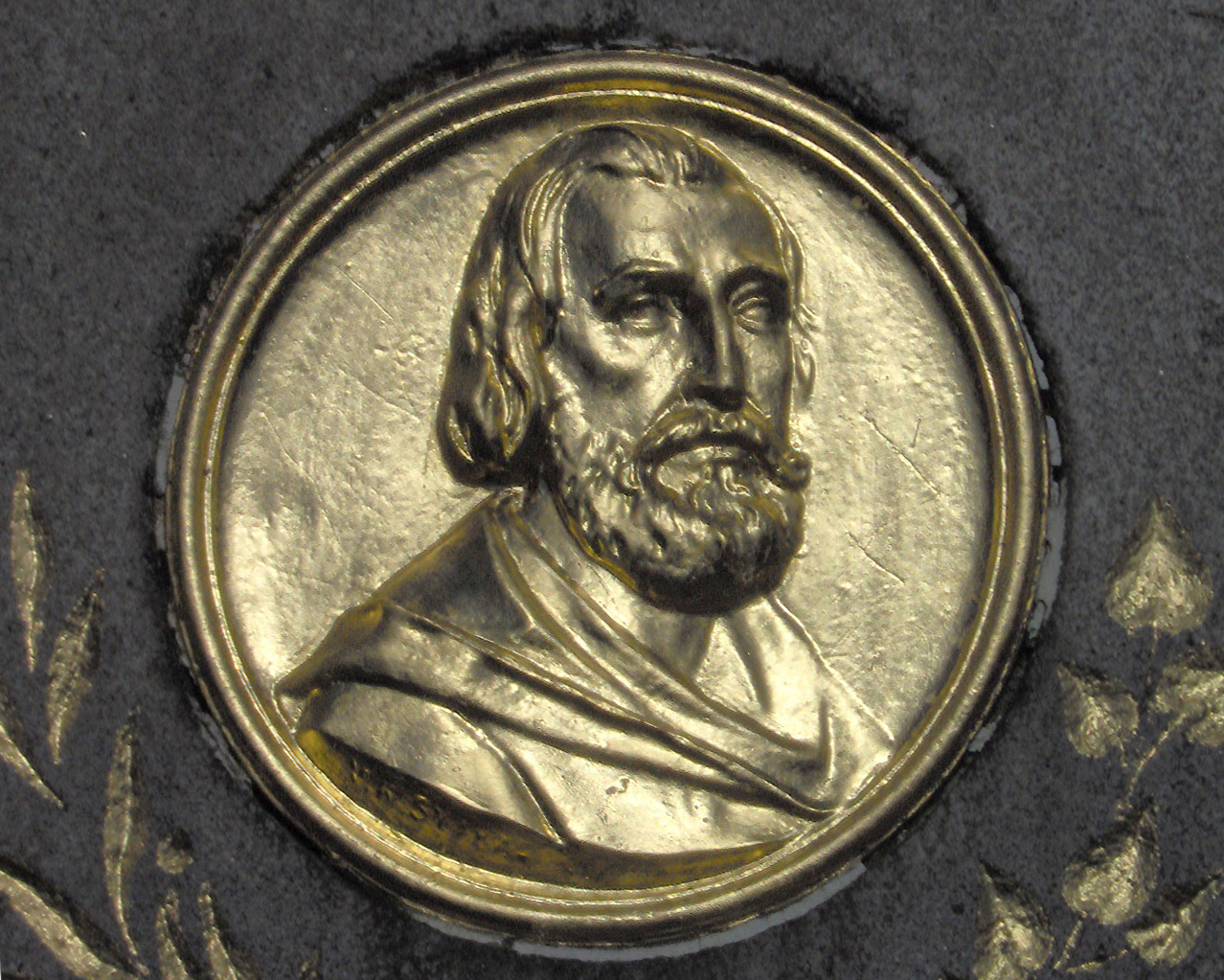
Tomáš Štítný, Denkmal in Štítné

Tomáš Štítný ze Štítného (auch Thomas von Štítné; * um 1331 in Štítné; † um 1401 in Prag) war ein Philosoph und Schriftsteller aus altem böhmischen Geschlecht.

## Leben und Werk
Tomáš Štítný war einer der ersten Studenten der 1348 von König Karl IV. gegründeten Universität Prag. Er  wurde durch zahlreiche philosophische Schriften bekannt, die zum großen Teil auf seiner Burg Štítné bei Pelhřimov verfasst wurden und zu den besten Prosawerken der spätmittelalterlichen böhmischen Literatur gerechnet werden.
Die seinen Schriften zugrunde liegende Weltanschauung stimmt mit der christlich-scholastischen, insbesondere der des von ihm als Autorität verehrten Thomas von Aquin, dem Inhalt nach überein. Sie unterscheidet sich jedoch sehr wesentlich in der Form, welche viel mehr homiletisch als syllogistisch ist.
Damit nähert er sich den eifrigen Predigern seines Zeitalters, den Vorläufern des späteren Hussitentums, aber er entfernt sich anderseits von deren fanatischem Vernunfthass, indem er die Vernunft als höchste Autorität aufstellt. Sein Hauptwerk sind die bisher (1889) nur teilweise veröffentlichten „Gespräche“ (hrsg. von Erben, Prag 1850; von Vrtátko, Prag 1873).
Tomáš Štítný war einer der ersten Autoren, der die tschechische (böhmische) Volkssprache verwendete, in der er fromme Erbauungsbücher für die Familie schrieb. Seine Traktate, in denen er sich gegen übertriebenen Heiligenkult und Reliquienverehrung wendet, fanden weite Verbreitung. Als frühester Repräsentant einer Frömmigkeit im kleinen Kreis regte er das Bibellesen, das Gespräch und die Diskussion darüber an – lange vor Martin Luther.
Durch ihn entstanden überall in Böhmen fromme Kreise, die den Boden vorbereiteten für die Hussitenbewegung.